# Micromonodes semiluna
Micromonodes semiluna là một loài bướm đêm trong họ Noctuidae.